# Береза-Картузька (концентраційний табір)

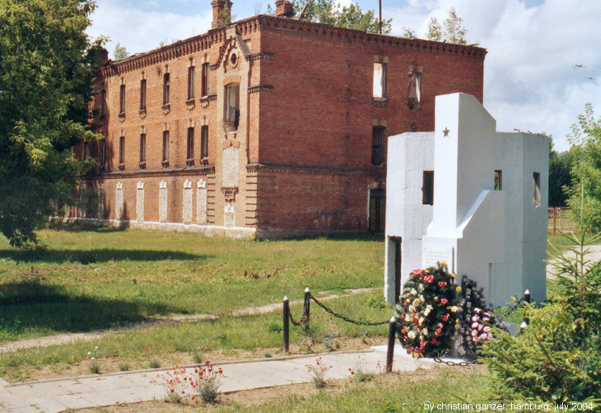
Приміщення табірної адміністрації та пам'ятний обеліск

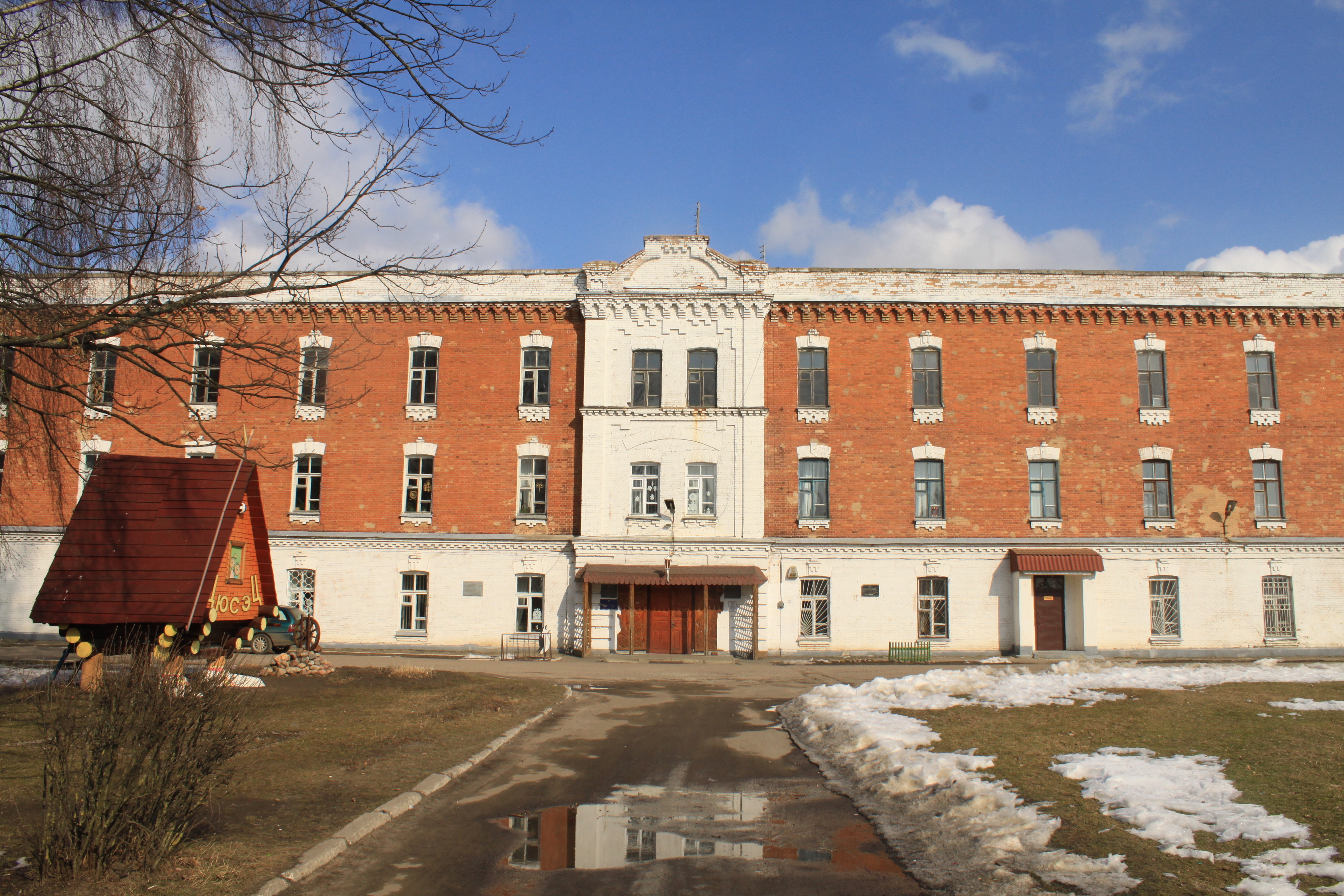
Будинок в'язниці

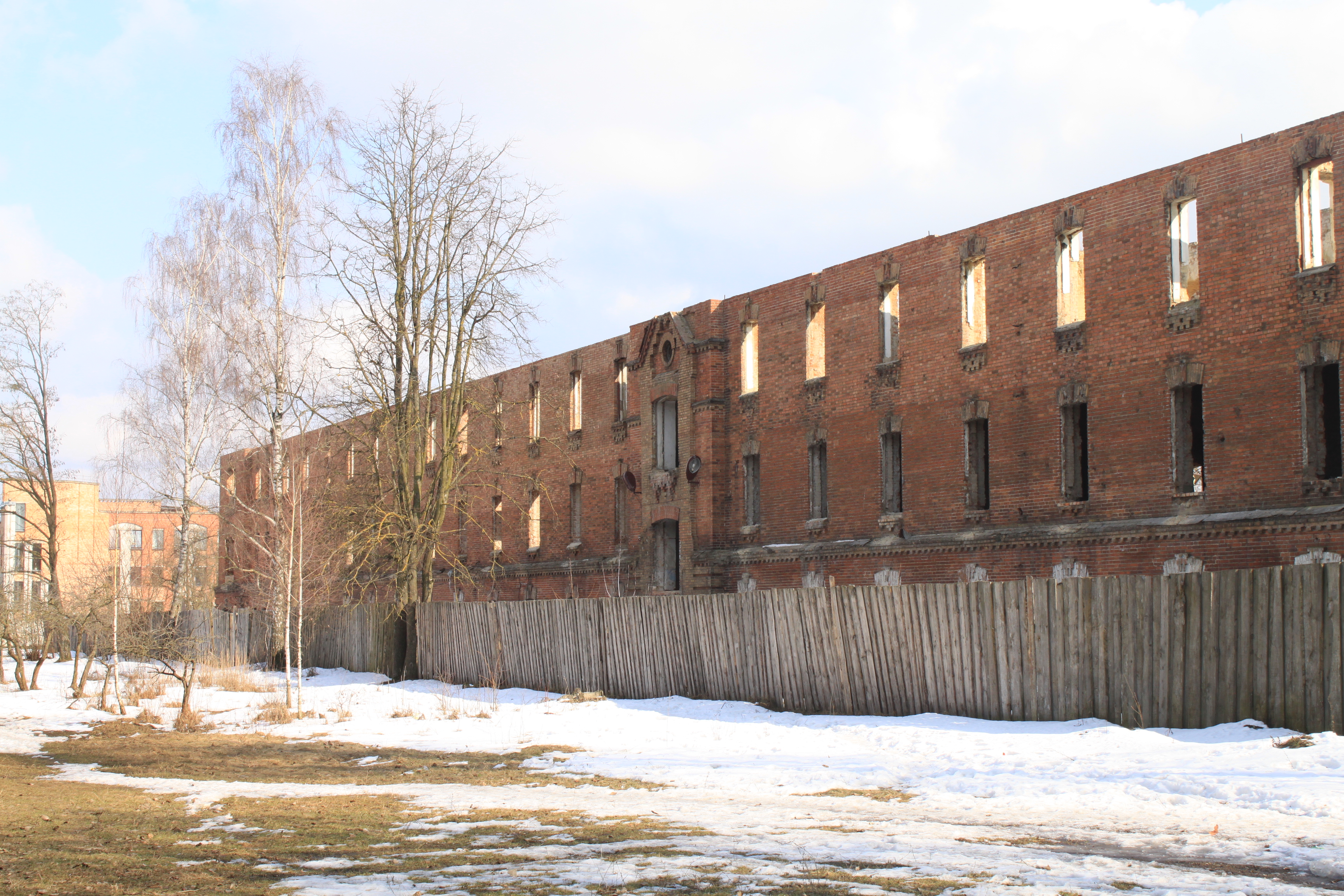
Руїни одного з корпусів

Бере́за-Карту́зька (пол. Miejsce Odosobnienia w Berezie Kartuskiej — дослівно «місце ізолювання в Березі-Картузькій») — концентраційний табір, створений польською владою в 1934 році в місті Береза-Картузька (зараз місто Береза) на Берестейщині (тепер — території Західної Білорусі) як місце позасудового інтернування супротивників правлячого режиму.  Назву цього місця часом пишуть як: "Береза Картуська".

## Історія табору

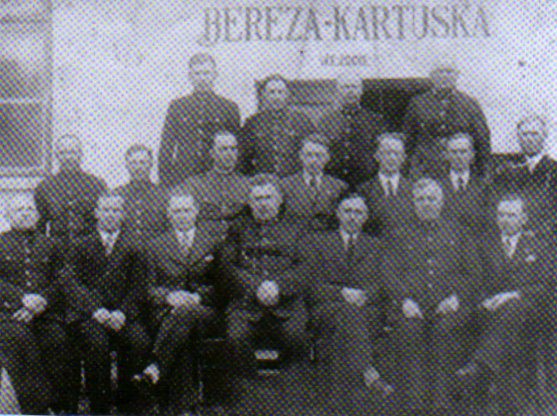
Керівництво Берези Картузької

Із приходом до влади в Польщі в результаті державного перевороту 1926 року Юзефа Пілсудського установився авторитарний режим, відомий як «Санація» (пол. sanacja — «оздоровлення»), що означав «оздоровлення» громадського життя країни шляхом згортання демократичних інститутів, обмеження прав парламенту й зміцнення виконавчої влади. Політична опозиція переслідувалася правовими засобами й силовими методами. Стосовно національних меншостей провадилася політика «культурного придушення», що восени 1930 року переросла в масові репресії проти українського населення Галичини й Волині («Пацифікація»). Приводом для «пацифікації» (умиротворення) послужили численні антипольські акції ОУН (підпали садиб польських колоністів — «осадників», руйнування ліній зв'язку й тому подібне). У ході «пацифікації» застосовувався принцип колективної відповідальності. Підрозділи польської поліції й армії були введені у понад 800 сіл, було арештовано понад 2 тисячі людей, ліквідовані українські організації, спалено близько 500 будинків. Українські депутати сейму, щоб не допустити їх участі у виборах, були поміщені під домашній арешт. Складовою частиною «пацифікації» стали українські погроми з боку польських шовіністичних угруповань. Справа дійшла до того, що в 1932 році Ліга Націй засудила дії польського уряду щодо українського населення.

Діаграма з даними про кількість в'язнів у таборі в Березі Картузькій у 1934—1939 рр.

Актом помсти за «пацифікацію» стало вбивство 15 червня 1934 року в центрі Варшави бойовиком ОУН Григорієм Мацейком міністра внутрішніх справ Польщі Броніслава Перацького, а також заступника керівника організації «BBWR» (пол. Bezpartyjny Blok Współpracy z Rządem — Безпартійний блок співробітництва з урядом — неполітична організація, тісно пов'язана з Пілсудським і його рухом «санації», існувала з 1928 по 1935 рік) Тадеуша Голувка.
За два дні, 17 червня, президент Польщі Ігнацій Мосцицький видав розпорядження про створення табору в Березі-Картузькій. Табір відкрили в приміщеннях колишнього картезіанського монастиря. Через цей табір пройшли сотні українців, у тому числі членів Організації українських націоналістів. Зокрема, в 1934 році у Березі-Картузькій перебувало 200 ув'язнених, у тому числі 120 українських націоналістів, 40 членів украй правої польської партії Національно-радикальний табір і близько 40 членів Комуністичної партії Західної України.
У таборі Береза-Картузька (так само як і в таборі Біла Підляська) дозволялося тримати людей до трьох місяців без суду, винятково за адміністративним рішенням поліції чи глави воєводства. Остаточне рішення про термін ув'язнення залишалося за адміністрацією табору.
Незважаючи на протести політичних сил, що виступали проти режиму «санації», табір існував і надалі, ставши місцем ув'язнення представників лівих організацій і активістів етнічних меншостей — переважно українців і білорусів. Очолював його інспектор поліції Ян Ґреффнер з Познані. Відповідно до польських джерел, у таборі утримувалося до 800 осіб. За українськими джерелами, напередодні Другої світової війни в таборі утримувалося близько 5 тисяч українців. За радянським даними, до початку 1938 року число ув'язнених перевищувало тут 7 тисяч.
Табір мав дротову огорожу під високою напругою. Арештанти носили полотняний одяг із круглою полотняною шапочкою, на ногах — дерев'яні постоли. У невеликі камери із цементною підлогою набивали по 40 осіб. Щоб ув'язнені не сідали, підлога постійно поливалася водою. Їм заборонялося розмовляти. Долею в'язнів була виснажлива робота й голодний пайок. Жорстоке поводження з боку табірної адміністрації було нормою.
За польським даними, з початком війни проти гітлерівської Німеччини табір було закрито, всіх ув'язнених звільнено, а в таборі утримувалися німецькі військовополонені, а також диверсанти й шпигуни — дванадцятьох із них піддано воєнно-польовому суду й розстріляно.
За радянським даними, наприкінці вересня 1939 року ув'язнених, що утримувалися в Березі-Картузькій, звільнила Червона Армія. В радянській історіографії цей факт підносився, як доказ визвольної сутності введення радянських військ на територію Західної Білорусі й України.
За словами Якова Гальчевського (Войнаровського), в'язні табору зазнали подальших переслідувань з боку нової влади: «Характеристичним явищем було те, що НКВД розстрілювало тих українців, які сиділи в Березі (Картузькій) за Польщі, на підставі залишених по староствах документів. Червоні арештовували, вивозили й нищили всіх тих, хто був на листах шефів безпеки і польської поліції, як націоналісти.» За німецької окупації в концтаборі Береза-Картузька розстріляно разом із родиною українського медика та громадського діяча Волині Петра Рощинського, лікаря з Радехівщини Петра Сайкевича.

## Найвідоміші в'язні Берези-Картузької

### А
- Артемюк Павло, директор школи Берестя
- Атаманюк Микола, Коломия (вересень 1935 — січень 1936);

### Б
- Бабовал Арсен, студент-заочник УТГІ Падєбрад (верес. 1939)
- Базилевич Роман, привезений з Данціґу (лип. 34 — дата невідома),
- Балей Петро, абсольвент ґімн., Ощів, Холмщина (лип. 34 — груд. 34),
- Бандера Василь Андрійович
- Барабаш Гриць (старший), адв. конціпієнт, Конюхів, пов. Стрий (лип. 34 — жовт. 35),
- Баран Теодор, геолог, Перемишляни (лип. 34 — дата нев.),
- Баран Василь, рільник, Поздимир, пов. Сокаль (лип. 34 — груд. 34),
- Бас Гордій, пасічник, Дермань, Волинь (серп. 34 — дата нев.),
- Башук Петро, абс. ґімн. Себечів, пов. Сокаль (лип. 34 — бер. 35),
- Бень Іван, Остоюуж, пов. Рава Руська (черв. 35 — груд.),
- Кость-Арпад Березовський (осінь 1935),
- Береза Ярослав-Маркіян, інженер-хімік ( — верес. 39),
- Бернадський Василь Пантелеймонович, м. Локачі, Волинь (34-38),
- проф. Бжеський Роман, Крем'янець, Волинь (лип. 34 — бер. 35),
- Бігун Микола, урядовець «Просвіти», Стрий (лип. 34 — жовт. 35),
- Білоскірка Дмитро Іванович, рільник, Гримайлів, пов. Скалат (1 — 18 вересня 39)
- Білосюк Павло, Волинь, студент, привезений з Данціґу (дата нев. — квіт. 36),
- інж. Богачевський Омелян, Рава Руська (лип. 34 — листоп. 34),
- Боднарук Юліян, студент, Братківці (листоп. 35 — січ. 36),
- Бойко Іван, студент, Тартаків, пов. Сокаль (лип. 34 — бер. 35),
- Боринець Андрій, студ., Станиславів (лип. 34 — груд. 34),
- Боровець Тарас, Рівне, Волинь (серп. 34 — бер. 35),
- мґр. Борис Володимир, Яворів (лип. 34 — листоп. 34),
- Борачок Северин, маляр, Збаражчина (дата невідома),
- Бортник Федір Каленикович
- Брик Іван, рільник, Жовківщина (дати нев.),
- Бусел Олександр, студ., Волинь (лип. 34 — січ. 36),
- Бутрин Н., Яворівщина (дати нев.);

### В
- Ваврук Василь, абс. сем., Себечів, пов. Сокаль (лип. 34 — бер. 35),
- Валько Дмитро, Ямниця, пов. Станиславів (лип. 34 — груд. 34)
- Вассиян Юліян, Колоденце, пов. Жовківський (вересень 1939 року)
- Вельґан Роман, студ., Золощівщина (дати нев.),
- Вербинець Теодор, Львів (? 34 — бер. 35),
- Вербовицький Н., Жовківщина (дати нев.),
- Вишнівський Сергій, журн., Волинь (трав. 35 — жовт. 35),
- Вітошинський Борис, студ., Перемишль (лип. 35 — трав. 36),
- Вітрик Павло, Ковель (черв. 35 — жовт. 35),
- Власовський Іван (верес. 1939)
- Возьняк Михайло, рільник, Лучичі, пов. Сокаль (? — черв. 36),
- Войтович Петро, ґімн. учень, Чортків (лип. 34 — груд. 34),
- Волошин Ростислав, студ., Рівне (лип. 34 — ?),
- Врецьона Євген, студ., Львів (лип. 34 — квіт. 36);

### Г
- Гаврилюк Олександр Якимович
- Гаковський Богдан (лип. 34 — січ. 36),
- Ганачевський Роман, Рай, пов. Бережани (лип. 34 — ?),
- Гасин Олекса, студ., Конюхів, пов. Стрий (лип. 34 — груд. 34 і серп. 35 — груд. 35),
- о. Гаюк Семен з с. Лопушно (верес. 1939)
- Герзон Антін Андрійович, рільник, Гримайлів, пов. Скалат (1 — 18 вересня 39)
- інж. Германович Микола, Ставчани, пов. Городок (дати нев.),
- Гладкий Ярослав студ., Львів (лип. 35 — січ. 36),
- Голояд Мирон, рільник, Тернопільщина (дати нев.),
- д-р Горбовий Володимир, адвокат, Долина (лип. 34 — груд. 34),
- Горбовий Ярослав, Долина (лип. 34 — жовт. 35),
- Горошко Юрій Автономович поет, вчитель (верес. 1939)
- Гошовський Богдан, студ., Золочів (лип. 34 — ?),
- Грабець Омелян, студ., Нове Село, Любачів (бер. 35 — січ. 36),
- Гринів Володимир, студ., Теребовля (лип. 34 — листоп. 34),
- Гринів Теодор, Теребовля (лип. 34 — листоп. 34),
- Грицай Дмитро, студ., Дорожів, пов. Самбір (лип. 34 — квіт. 36),
- Грицюляк Осип, студ., Станиславів (лип. 34 — груд. 34);

### Ґ
- Ґадьо Володимир, Жовква (жовт. 34 — жовт. 35),
- Ґенґело Павло, Перемишль (лип. 34 — січ. 36),
- Ґерич Юрій, студ., Бібрка (лип. 34 — груд. 34),
- д-р Ґижа Михайло, лікар, Висова, Горлицького повіту, Лемківщина (серп. 1934),
- Ґоцький Володимир, ґімн. абс. з Перемишля, директор книгарні в Крем'янці на Волині (лип. 34 — повт. 35),
- Ґут, студ., Рава Руська (верес. 35 — ?);

### Д
- Данилюк Н., Рівенщина (серп. 34 — ?),
- Данчевський Андрій, ґімн. абс., Надітичі, пов. Жидачів (лип. 34 — жовт. 35),
- Дейчаківський Богдан, гімн, абс., Ямниця, пов. Станиславів (лип. 34 — груд. 34),
- Демкович-Добрянський Антін, студ. Глиняни, пов. Львів (лип. 34 — бер. 35),
- Демчина Григорій, учитель, Жовківщина (лип. 34 — груд. 34),
- Дерлиця Остап, студент, привезений з Данціґу (дати нев.),
- Дзюмак Іван, ґімн. абс., Милуші, пов. Луцьк (серп. 34 — бер. 35),
- Джус з с. Білозірка
- Дибайло Володимир, учитель, Радехівщина (дати нев.),
- Дмоховський Роман, рільник, Сулимів, пов. Жовква (лип. 34 — груд. 34),
- Добромиль Михайло, лікар, Гримайлів, пов. Скалат (1 — 18 вересня 39)
- Долинюк Іван, Броди (лип. 34 — груд. 34),
- Дмитро Донцов
- Драґан Остап, ремісник, Дрогобич (лип. .34 — листоп. 34),
- Дражньовський Олекса, теолог, Тернопільщина (лип. 34 — ?),
- Дроздюк Захар, рільник, Волинь (серп. 34 — бер. 35);
- о. Олексій Дубицький;(верес. 1939)

### Е
- Епік Микола, рільник, Волинь (серп. 34 — бер. 35);

### Ж
- Жагаляк Н., студ., Мшана, пов. Городок (дати нев.),
- Желем Н. мґр. , Лемківщина (дати нев.);
- Жиглевич Олекса Степанович з Кременця (верес. 1939)
- Жиглевич Степан Йосипович з Кременця (верес. 1939)

### З
- Зарицький Роман, Дрогобиччина (дати нев.),
- Зубик Михайло, Тернопіль (листоп. 34 — жовт. 35);

### І
- Іваницький Роман, крамар, Борислав (груд. 34 — жовт. 35),
- Іванонько Василь, студ., Бродки, пов. Львів (верес. 35 — ?),
- Іваничук Андріян, студ. Струсів (лип. 34 — листоп. 34);

### К
- Кападюк Іван, ґімн. учень, Луцьк (серп. 35 — квіт. 36),
- д-р Кархут Василь, лікар, Крем'янець (лип. 34 — ?),
- Качмар Михайло (листоп. 35 — квіт. 36),
- Керничний Володимир, Тернопільщина (лип. 34 — ?),
- Кисіль Гнат, студ., Остріг, Волинь (дати нев.),
- Кінаш Ілля, студ., Тернопіль (лип. 34 — жовт. 35),
- Кладочний Йосиф
- Клим Павло, студ., Мізунь Старий, пов. Долина (лип. 34 — 1.12.1934 і груд. 35 — ? 36),
- Климишин Степан, Долина (лип. 35 — січ. 36),
- Климів Гриць, ґімн. абс., Сілець, пов. Сокаль (лип. 34 — бер. ЗІ),
- Климів Іван, студ., Сілець, пов. Сокаль (серп. 35 — січ. 36),
- Клос Роман, Львів (черв. 35 — жовт. 35),
- Кобрин Михайло, проф. (верес. 1939)
- Ковальський Роман, Станиславів (верес. 35 — жовт. 35),
- д-р Козак Іван, Угнів (дати нев.),
- Борис Козубський (верес. 1939)
- Козубський Юрій;
- Колодій Василь, Тернопільщина (? — квіт. 36),
- Конопа Лука
- Кордуба Фелікс, студ., Тернопільщина (лип. 34 — груд. 34),
- Кордуба Тома, уродженець Тернополя[3]
- Коржаи Михайло, Золочівщина (дати нев.),
- Корнелюк Ігор, Киверці, Волинь (черв. 35 — жовт. 35),
- Король Іван, дир. кооперативи в Калуші (лип. 34 — жовт. 34),
- Корчовий Юліян, Чортків (лип. 34 — груд. 34),
- Кос Микола, Мізунь, пов. Долина (серп. 35 — груд. 35),
- Косарчин Микола, ґімн. учень, Бучач-Нагірнянка (лип. 34 — ?),
- Котис Мирослав, ґімн. абс., Ульвівок, пов Сокаль (лип. 34 — груд. 34),
- Кравченюк Петро, студ., Тернопільщина (дати нев.),
- Кравчук
- Кравців Богдан, журналіст, поет, Львів (листоп. 34 — груд. 34),
- інж. Кравців Михайло, Стрий (черв. 34 — груд. 34),
- Крисько Іван, коваль, Борислав (лип. 34 — груд. 34),
- Крохмалюк Василь, студ., Зборів (дати нев.),
- Крук Теодор, рільник, Шарпанці, пов. Сокаль (дати нев.),
- Кручовий Юліян, студ., Тернопільщина (лип. 34 — ?),
- Кудря Юрко, фельдшер, Межиріччя, Волинь (серп. 34 — бер. 35),
- Кудря Олекса, кооператор, Межиріччя (серп. 34 — жовт. 35),
- Кукіль Іван, ґімн. учень, Куликів, пов. Жовква (лип. 34 — бер. 35),
- Кулиняк Василь, з с. Воля Якубова;
- о. Кульчинський Євген з с. Вощанці (верес. 1939)
- Кульчинський Юрій — син о. Є. Кульчинського (верес. 1939)
- Кульчицький-Ґут Роман, ґімн. абс., Самбірщина (груд. 34 — жовт. 35),
- Кунанець Володимир, видавець, Яворівщина (листоп. 34 — жовт. 35),
- Куць Олександер, студ., Луцьк, (серп. 34 — лют. 35, опісля перевезений до тюрми);

### Л
- Ласійчук Микола, маляр, Львів (лип. 34 — бер. 35),
- Ласка Михайло, ґімн. учень, Красне, пов. Золочів (лип. 34 — груд. 34),
- Левчук Степан, Грубешів (лип. 34 — груд. 34),
- Логин Ярослав, студ., Тернопільщина (листоп. 34 — ? 36),
- Лопачак Роман, ґімн. абс., Львів (лип. 34 — бер. 35),
- Луців Володимир,[4]
- Любачевський Іван Ілліч, адвокат, Гримайлів, пов. Скалат (1 — 18 вересня 39)
- Ляшкевич Володимир, студ., Снятинщина (дати нев.).

### М
- Макар Григорій, с. Нараїв, Тернопільщина
- Макар Володимир, студ., Сокальщина (лип. 34 — лип. 35),
- Максимович Микола Григорович
- Маляр Петро, Городок (дати нев.),
- о. Іван Маркевич (Дубенщина)(верес. 1939)
- Маркевич Володимир, Волинь (черв. 35 — жовт. 35),
- Матла Омелян, студ., Львів (листоп. 34 — лип. 35),
- Мерцало Н., рільник, Городок (дати нев.),
- Мацик Іван, Луцьк (черв. 35 — жовт. 35),
- Мигович Петро, дир. кооперативи в Калуші (лип. 34 — груд. 34),
- Микита Дмитро, ґімн. абс., Коровники, пов. Перемишль (лип. 34 — листоп. 34),
- Мирович Роман, студ. (бер. 35 — січ. 36),
- Михалевський Богдан, студ., Коломия (лип. 34 — груд. 34),
- інж. Мілянич Атанас, Львів (лип. 34 —- ?),
- Михайлишин Дмитро, Полісся (лип. 34 — бер. 35),
- Мицик Роман,
- Мілянич Атанас, інженер, директор Промбанку
- Мітрінга Іван, журналіст, Петриків, пов. Тернопіль (дати нев.),
- Мончук Василь, Підгайці (лип. 34 — груд. 34),
- мґр. Мочульський Степан, Миколаїв (лип. 34 — ?),
- Мриглод Іван, кооператор, Розвадів (лип. 34 — листоп. 34),
- Мурій Володимир, студ., Тернопіль (листоп. 34 — жовт. 35);
- Мурович Ярослав, священик, юрист, редактор ( — верес. 39)

### Н
- Нагаєвський Ісидор
- Небожук Теодор, ґімн. учень, Сокаль (лип. 34 — жовт. 35),
- мґр. Небожук Володимир, Сокаль (лип. 34 — жовт. 35),
- Новак Семен, Рівне (серп. 35 — жовт. 35);

### О
- Оленьчак Теодор, Устрики Дол. (лип. 34 — груд. 34),
- Онищук Євген, студ., Коломия (лип. 34 — груд. 34),
- Опришко Микола, робітник, Грабовець, пов. Стрий (лип. 34 — листоп. 34 і груд. 35 — січ. 36),
- Охримович Василь, студ., Тернопільщина (лип. 34 — ?),
- мґр. Ошитко Іван, Рогатин (лип. 34 — груд. 34);

### П
- Павлишин Осип-Лев,[5] кооператор, Товстолуг, пов. Тернопіль (лип. 34 — жовт. 35),
- Падковський Роман, Красне (лип. 34 — листоп. 34),
- Паладійчук Роман, журн., Львів (бер. 35 — жовт. 35),
- Панасевич Йосип Купріянович, один з засновників КПЗУ. Засуджений на 15 років,
- Панасевич Мартин, помер у в'язниці,
- Панас Теодор, ґімн. учень, Тернопільщина (лип. 34 — черв. 35),
- Паньків Володимир, студ., Мшана, пов. Городок (дати нев.),
- Парапоняк Михайло, рільник, Городеччина (лип. 34 — ?),
- Пастушенко Василь, ґімн. учень, Шили, пов. Збараж (лип. 34 — груд. 34),
- Пашковський Богдан, студ., Тернопільщина (лип. 34 — жовт. 35),
- Пеленський Любомир, студ., Перемишль (січ. 35 — жовт. 35),
- Пендиківський Петро, із села Малі Заліщики,[6]
- Перешлюга Дмитро, студ., Товсте б. Гримайлова (Чортківський р-н, лип. 34 — груд. 34),
- Перешлюга Євген, Тернопільщина (лип. 34 — ?),
- Перун Теодор, рільник, Яворівщина (жовт. 34 — жовт. 35),
- Петришин Володимир, Угнів (лип. 34 — трав. 35),
- Пилипюк Прокоп, Луцьк (черв. 35 — жовт. 35),
- Підсаднюк Володимир, священик (? — верес. 39),
- Повх Микола, рільник, Бужковичі, пов. Перемишль (лип. 34 — груд, 34),
- Повзанюк Володимир, студ., Львів (лип. 34 — груд. 34),
- Погода Михайло, рільник, Комарів, пов. Сокаль (лип. 34 — груд. 34),
- Поливка Володимир, Лемківщина (груд. 34 — ?),
- Притуляк Денис, студ., Долина (серп. 35 — груд. 35),
- Пришляк Ярослав, студ., Миколаїв (лип. 34 — ?),
- Прокопович Любомир, теолог, Рогатин (лип. 34 — груд. 34),
- Процишин Теодор, студ., Тернопіль (лип. 35 — жовт. 35);

### Р
- Раковський П., студ., Городок (дати нев.),
- Рачинський Андрій, учитель, пов. Рава (лип. 34 — ?),
- Рибак Норберт, режисер, Бучач — Монастириська (лип. 34 — груд. 34),
- Рибачек Роман, Львів (верес. 35 — жовт. 35),
- Рибчук Богдан, студ., Городенка (лип. 34 — верес. 34),
- Ривак Василь, журн., Львів (лип. 34 — ?),
- д-р Річинський Арсен, лікар, Володимир Волинський (трав. 35 — лип. 35),
- Роґовський Володимир, студ., Тернопіль (жовт. 34 — жовт. 35),
- Розенберґ-Чорній Людвик — сотник УГА
- Романюк Антін, студ., Тернопіль (лип. 34 — бер. 35),
- Романюк Ярослав, студ,, Тернопіль (лип. 34 — бер. 35),
- Рудакевич Степан, журн. Львів (дати нев.),
- Рудакевич Осип, Львів (бер. 35 — ?),
- Рущак Михайло, ґімн. учитель, Тернопіль (лип. 34 — ?)
- др.Рощинський Петро (верес. 1939)

### С
- Савчак Дмитро, Ямниця, пов. Станиславів (лип. 34 — груд. 34),
- мґр. Савчак Михайло, Ямниця, пов. Станиславів (лип. 34 — груд. 34),
- Сагайдачний Петро, журн., Бережани (лип. 34 — ?),
- Сагайдачний Нестор (верес. 1939)
- Сайко Ярослав, студ., Данціґ (лип. 34 — ?)
- Саноцький Петро, Сокаль (серп. 34 — квіт. 36),
- Сеницький Мартин, Радехів (лип. 34 — груд. 34),
- Сень Євген, Грубешів (лип. 34 — груд. 34),
- Серветник Євген, рільник, Волинь (серп. 34 — жовт. 35),
- Сирота Ілько, диригент, с. Дибще(1939 — ?)
- Сисак Андрій, власник торговельного підприємства, (?-?)[7]
- Скопюк Іван, маляр, Боголюби, пов. Луцьк (? — квіт. 36),
- Скопюк Микола, Луцьк (черв. 35 — квіт. 36),
- Скробка Олексій, студ., Звертів (лип. 34 — жовт. 35),
- Совик Степан, службовик «Просвіти», Рава (лип. 34 — груд. 34),
- Сомчинський Сергій, Ковель (черв. 35 — жовт. 35),
- Старух Богдан, купець, Бережани (лип. 34 — жовт. 35),
- Старух Ярослав, студ., Бережани (лип. 34 — груд. 34),
- Стець Роман, студ., Городок (трав. 35 — ?),
- Сушка Василь, рільник, Жовківщина (лип. 34 — груд. 34),
- Сушко Степан, рільник, Жовківщина (лип. 34 — бер. 35);

### Т
- Тесля Іван, географ,
- Тимчій Володимир, студ., Грабовець, пов. Стрий (лип. 34 — бер. 35 і трав. 35 — черв. 36),
- Топорович Володимир, адвокат, Збараж (лип. 34 — ?),
- Трач Н., ґімн. учень, Зборів (лип. 35 — ?), мґр.
- Тучак Василь, Дубно (серп. 34 — ?),
- Тюшка Осип, студ., Мізунь, пов. Долина (лип. 34 — жовт. 35);

### У
- Утриско Мирон

### Ф
- Фарина Петро, рільник, Ксаверівка, пов. Сокаль (лип. 34 — груд. 34),
- Федак Володимир, студ., Перемищина (лип. 34 — жовт. 35),
- Федик Ярослав (1939)
- Федір Володимир, Вовче (лип. 34 — груд. 34),
- Філінський Богдан, Тернопіль (верес. 34 — груд. 35),
- Филина Петро, Денисів (жовт. 34 — груд, 35);

### Х
- Халупінка Роман, студ., Товмач (лип. 34 — груд. 34),
- Харамбура Семен, кооператор, Яворівщина (лип. 34 — груд. 34);

### Ц
- Цап Степан, Городеччина (лип. 34 — груд. 34),
- Цвид Макар Омелянович
- Церкевич-Яковлів Кость, студ., Волинь (січ. 35 — жовт. 35),
- Цепенда Євген, студ., с. Джурин (лип. 34 — груд. 34),
- Цибик Роман, студ., Коломия (лип. 34 — груд. 34),
- Цьвікула Теодосій, студ., Нісмічі, пов. Сокаль (лип. 34 — груд. 34);

### Ч
- Чмола Іван
- Чопик Микола, дир. П. С. К. в Яворові (лип. 34 — груд. 34);

### Ш
- Шварко Григорій с. Болота Кобринського повіту,
- Шевчук Ярослав, Горлиці (черв. 34 — ?),
- Шерстило Богдан, студ., Жовківщина (лип. 34 — лип. 35),
- Шинаровський Михайло директор школи с. Керниця Городоцького району,
- Шміґель Василь, Рогатин (лип. 34 — груд. 34),
- Штикало Дмитро, журналіст, Ільковичі, пов. Сокаль (лип. 34 — квіт. 36),
- Шухевич Роман, студ., Львів (лип. 34 — січ. 35, згодом перевезений до тюрми у Львові);

### Ю
- Юхно Іларіон Кузьмич;

### Я
- Яворський Олекса[8],
- Янів Володимир, студ., Львів (лип. 34 — лют. 35, згодом перевезений до тюрми у Львові),
- Янів Микола Михайлович, студ., Борислав (32 — 37),
- Янкевич Генадій, рільник, Волинь (серп. 34 — жовт. 35),
- Ясінський Микола, ґімн. абс., (серп. 35 — квіт. 36),
- Яцковський Ярослав, студ., Рахиня, пов. Долина (лип. 34 — верес. 34).[9]

### Білоруси
- Єрємєйчик Віктор
- Адамчик Язеп
- Андраюк Нестор
- Богданович В'ячеслав
- Бурак Степан
- Валасюк Лука
- Ганецький Микола
- Живлюк Язеп
- Григорій Король
- Найдзюк Язеп
- Новік Володимир
- Павлюкевич Арсен
- Павлюковський Владислав
- Сакович Юліан
- Самойлович Степан
- Ситкавець Григорій
- Шнаркевич Язеп
- Шутович Альфонс
- Шутович Іван

### Інші
- Марков Федір — Герой Радянського Союзу

## Відео
- Пам'ятний знак на місці концтабору
- «Червоні казарми»